# رودخانه بسوت
رودخانه بسوت (به انگلیسی: Bosut (river)) رودخانهای به‌طول ۱۸۶ کیلومتر است که در کرواسی، صربستان جریان دارد.